# Rim’K
Rim’K, właśc. Abdelkarim Brahmi-Benalla (ur. 21 czerwca 1978) – francuski raper pochodzenia algiersko-kabylskiego. Jest członkiem grupy 113 oraz bardzo popularnej we Francji grupy Mafia K’1 Fry.
Na scenie muzycznej jest aktywny od 1994.

## Dyskografia

### Solo
- 2004: L’Enfant du pays
- 2007: Famille Nombreuse
- 2009: Maghreb United

### Albumy zespołowe
- 1998: Ni Barreaux, Ni Barrières, Ni Frontières (EP) (113)
- 1999: Les Princes De La Ville (113)
- 2002: 113 Fout La Merde (113)
- 2003: 113 Dans L'urgence (113)
- 2003: La Cerise Sur Le Ghetto (Mafia K’1 Fry)
- 2005: 113 Degrés (113)
- 2006: Illégal Radio (hosted by 113)
- 2007: Jusqu'à la mort (Mafia K’1 Fry)
- 2007: Jusqu'à la mort réédition (Mafia K’1 Fry)
- 2010: Universel (113)